# دوست من دامر (فیلم)
دوست من دامر (به انگلیسی: My Friend Dahmer) فیلمی محصول سال ۲۰۱۷ و به کارگردانی مارک میرز است. این فیلم دربارهٔ دوران نوجوانی جفری دامر، قاتل زنجیره‌ای آمریکایی است. در این فیلم بازیگرانی همچون راس لینچ، آن هیچ، الکس وولف، دالاس رابرتس، وینسنت کارتیسر و تامی نلسون ایفای نقش کرده‌اند.

## داستان
در سال ۱۹۷۴، جفری دامر یک دانشجوی سال اول دبیرستان است که در بث، اوهایو، با والدینش، لایونل و جویس، و برادر کوچکترش دیو، زندگی می‌کند. جفری نسبت به یک مرد دونده که هر روز او را از اتوبوس مدرسه اش می‌بیند وسواس پیدا می‌کند. جفری برای سرگرمی، حیوانات مرده را جمع‌آوری می‌کند و با استفاده از مواد شیمیایی پدرش که یک شیمیدان است، استخوان‌هایشان را حل می‌کند. این سرگرمی با علاقهٔ وسواسی او به اینکه اعضای بدن حیوانات چگونه کنار هم قرار گرفته‌اند، آغاز می‌شود.
در سال ۱۹۷۸، لایونل کلکسیون استخوان‌های جفری را دور می‌اندازد و به او دستور می‌دهد که در مدرسه دوستی پیدا کند. در طول مدرسه، جفری سخنان و حرکات طراح داخلی مادرش (که فلج مغزی دارد) را تقلید می‌کند، کوله‌پشتی‌اش را پاک می‌کند و صداهای بلندی ایجاد می‌کند و توجه هنرمند مشتاق جان «درف» بکدرف و دوستانش را به خود جلب می‌کند. درف از جفری الهام می‌گیرد تا او را در موقعیت‌های مختلف بکشد؛ نقاشی‌هایی که بعداً در رمان گرافیکی درف، دوست من دامر، گنجانده شدند. درف و دوستانش «باشگاه هواداران دامر» را تشکیل می‌دهند، و از جفری برای شوخی‌های مختلف مانند پنهان کردن او در تمام عکس‌های سالنامهٔ مدرسه استفاده می‌کنند.